# عرب كاستنج
عرب كاستنج (بالإنجليزية: Arab Casting)‏ هو برنامج مواهب خاص بالتمثيل، تتراوح أعمار المتقدمين ما بين 16 و60 عاماً، ويتم اختيارهم من مختلف البلدان الناطقة بالعربية ليشاركوا بتدريبات مكثفة، وليؤدّوا عدة أنواع تلفازية من كوميديا ودراما في حلقات البرنامج المباشرة.
في النهاية وبعد سلسلة من التصفيات يتم اختيار أفضل مشتركة ومشترك من بينهم للفوز بلقب أفضل ممثلة وممثل، وذلك عبر تأديتهم تحديات مباشرة ومصورة أمام لجنة تحكيم تضم عددا من الممثلين والعاملين في مجال التمثيل والإخراج.